# Porto Walter
Porto Walter, amtlich Município de Porto Walter, auch in der Schreibung Porto Valter, ist eine Kleinstadt im brasilianischen Bundesstaat Acre. Sie ist von dessen Landeshauptstadt Rio Branco 574 km entfernt. Die Bevölkerung wurde 2024 auf 11.275 Einwohner geschätzt, die Portowaltenser genannt werden. In Porto Walter hatte sich eine der wenigen deutschen Kolonien im Norden Brasiliens angesiedelt.

## Geographie
Porto Walter liegt am linken Ufer des Rio Juruá gegenüber der Mündung des Rio Humaitá. Landschaft und Klima sind die des Amazonischen Regenwaldes.
Im Norden grenzt sie an Cruzeiro do Sul, im Süden an Marechal Thaumaturgo, im Osten an Tarauacá und im Westen an Peru und bildet dort eine Grüne Grenze.

Schutzgebiete im westlichen Acre

Das Munizip teilt 27 % des 8466,33 km² großen 1989 gegründeten Nationalparks Serra do Divisor.

## Geschichte
Das Territorium von Porto Walter ist traditionelles indigenes Siedlungsgebiet von Arara, Nawas (Náuas), Amoaças, Asháninkas (Kampas), Kulinas (Culinas) und Catianos, die zum Teil heute zu den isolierten Völkern gehören. Ende des 19. Jahrhunderts hatten sich dort Kautschukzapfer (seringueiros) niedergelassen, um Gummi, das Hauptprodukt der Region, einzusammeln. Abwechselnd gehörte das Gebiet als Distrikt Humaitá (distrito) zu den Städten Juruá, dann Cruzeiro do Sul. 1960 wurde der Distrikt Humaitá geteilt in den Distrikt Porto Walter, am 25. April 1992 ausgegliedert und zum selbstverwaltenden Munizip als Município de Porto Walter erhoben. Benannt ist der Ort nach einem frühen Bewohner namens Walter de Carvalho.

## Stadtverwaltung
Stadtpräfekt (Bürgermeister) ist nach der Kommunalwahl 2016 mit 3091 Stimmen José Estephan Barary Filho (Zezinho Barbary) von dem Partido do Movimento Democrático Brasileiro (PMDB).

## Bevölkerung
Die Bevölkerung betrug nach der Volkszählung des IBGE von 2022 10.735 Einwohner. Die Zahl wurde vom IBGE 2024 auf 11.275 Bewohner geschätzt.
Sie verteilte sich 1991 auf 797 Einwohner (12,18 %) auf den urbanen und 5749 Einwohner (87,82 %) auf den ländlichen, dagegen im Jahr 2010 auf bereits 3323 Personen (36,21 %) im besiedelten Ortsbereich und geringer anwachsend auf 5853 Personen (63,79 %) im weiträumigen ländlichen und Waldbereich.

### Bevölkerungsentwicklung
Quelle: IBGE (Angaben für 1996 und 2019 sind lediglich Schätzungen). 49,11 % der Bevölkerung waren 2010 Kinder und Jugendliche bis 15 Jahre.

## Wirtschaft
| Anteile am BIP     | Anteile am BIP | Anteile am BIP | Anteile am BIP | Anteile am BIP |
| ------------------ | -------------- | -------------- | -------------- | -------------- |
| Sektor             |                |                |                | Tsd. Real      |
| Landwirtschaft     | Landwirtschaft |                | 18.939         | 18.939         |
| Dienstleistung     | Dienstleistung |                | 9.219          | 9.219          |
| Industrie          | Industrie      |                | 3.246          | 3.246          |
| Quelle: IBGE, 2014 |                |                |                |                |

## Bildung
Porto Walter hatte 1991 eine Analphabetenquote von 77,2 %, die sich bei der Volkszählung 2010 bereits auf 45,9 % reduziert hatte.
Das IBGE gibt 2018 den Bestand von 44 Grundschuleinrichtungen und 2 mittleren Schuleinrichtungen an.

## Religionen
| Anzahl            | Religionsgemeinschaft      |
| ----------------- | -------------------------- |
| 7.899             | römisch-katholisch         |
| 1.145             | evangelisch-protestantisch |
| 10                | Spiritualisten             |
| Quelle: IBGE 2010 |                            |

Größte Religionsgemeinschaft bilden die Anhänger der römisch-katholischen Kirche in Brasilien, gefolgt von Anhängern des evangelisch-protestantischen Glaubens. Porto Walter gehört zum Bistum Cruzeiro do Sul.